# 찰리 카버
찰리 카버(영어: Charlie Carver, 1988년 7월 31일 ~ )는 미국의 배우이다.

## 출연 작품
- 더 배트맨 (2022) -쌍둥이 역
- 보이즈 인 더 밴드 (2020)
- 피스트 파이트 (2017)
- 미드 썸머 나이츠 드림 (2016)
- 아이 앰 마이클 (2015)
- 레프트오버 (2014)
- 틴 울프 시즌4 (2014)
- 배드 애스 2: 배드 애시즈 (2014)
- 언더독스 (2013)
- 캠프 프레드 (2012)